# Dawu Park
Dawu Park, nach seinem Hauptnutzer auch als Theatre of Dreams bekannt, ist ein Fußballstadion in der ghanaischen Ortschaft Dawu im Akuapem North District.

## Geschichte
Das Stadion wurde von Seth Yeboah, dem Eigentümer des Dawu Youngsters FC, erbaut und Ende 1993 eröffnet. Der Verein spielte zwischen 1990 und 2002 in der Ghana Premier League.
Nach dem erstmaligen Aufstieg des Dreams FC in die Erstklassigkeit im Jahr 2015 wechselte der Verein seine Heimspielstätte und zog vom Kweiman Park in den Dawu Park um. Infolgedessen wurde das Stadion, das seit dem Abstieg der Youngsters ohne regelmäßigen Spielbetrieb gewesen war, renoviert und im Februar 2006 wiedereröffnet; weitere Renovierungsarbeiten wurden Ende 2017 durchgeführt. Die Kapazität des Stadions liegt bei 5.000 bis 10.000 Zuschauern.